# Gonodactylellus snidvongsi
Gonodactylellus snidvongsi is een bidsprinkhaankreeftensoort uit de familie van de Gonodactylidae. De wetenschappelijke naam van de soort is voor het eerst geldig gepubliceerd in 1987 door Naiyanetr.